# Comté de Box Butte
Cet article possède un paronyme, voir Comté de Butte.
Le comté de Box Butte est un comté situé dans l'État du Nebraska, aux États-Unis. En 2020, sa population est de 10 842 habitants. Son siège est Alliance.